# Sněžnice matná

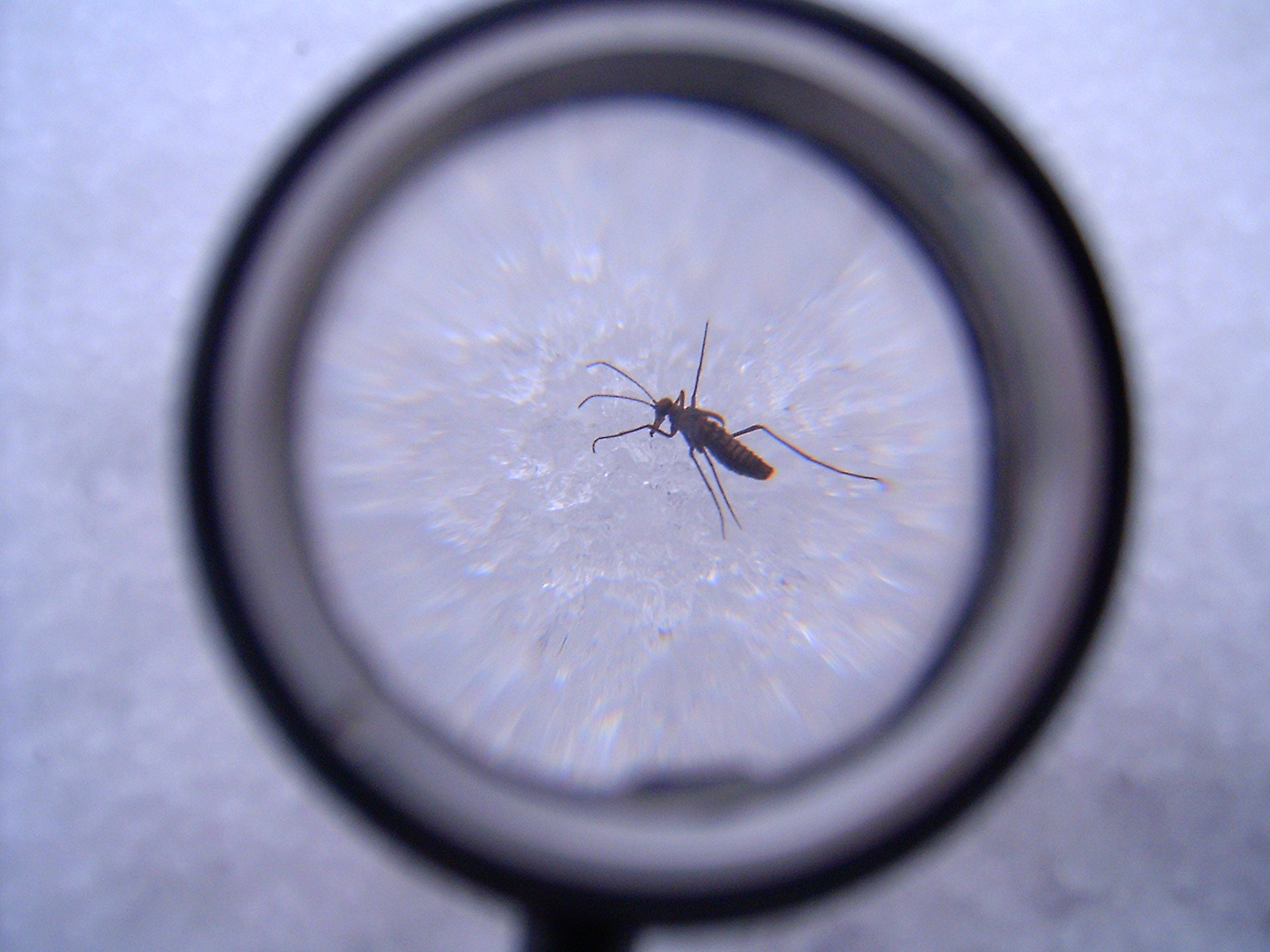
Boreus hiemalis

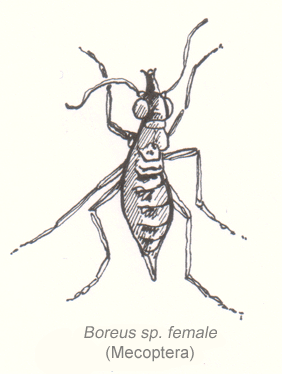
Samička sněžnice – ilustrace

Sněžnice matná (Boreus hyemalis, synonymum Boreus hiemalis) je hmyz, o jehož způsobu života máme velice málo spolehlivých údajů, stejně jako o způsobu života ostatních druhů čeledi sněžnicovití. Je aktivní v zimě – odtud české rodové jméno.

## Popis
Dosahuje velikosti 2,5 až 4 mm. (Samička má tělo jen mírně větší než sameček, pokud nezapočítáme kladélko.) Nápadně dlouhé kuželovité rostrum je delší než hlava. Nohy jsou dlouhé (zadní pár je delší než celé tělo), křídla redukována – u samečků srpovitého tvaru (háčky), u samiček ve formě šupin. Samečci mají na konci zadečku klíšťkovité kopulační ústrojí, samičky dlouhé, dozadu smeřující kladélko.
Specifickou adaptací sněžnic (Boreus sp.) na zimní aktivitu je brachypterie (redukce křídel) a způsob pohybu – skákání.
Skákací mechanismus sněžnic je mezi členovci poměrně výjimečný – skok je uskutečňován současným pohybem dvou párů končetin, prostředního a zadního. Využití dvou párů končetin umožňuje širší rozložení reakčních sil na odrazovou plochu, což je výhodné na měkkém povrchu, jakým je sníh. Při odrazu je těžiště mezi prostředním a zadním párem končetin, rotace těla při pohybu vzduchem je malá. Odraz dvěma páry končetin je silnější, protože se zapojí více svalů. Skok sněžnice matné může být delší než 10 cm a skoků bývá více za sebou.

## Rozšíření
Vyskytuje se v holoarktické oblasti v severní Eurasii a Severní Americe.
V České republice je sněžnice matná rozšířenějším ze dvou druhů žijících v ČR. Druhým druhem je sněžnice lesklá (Boreus westwoodi).

## Ekologie
Životní cyklus sněžnice je pevně vázán na zimní období. Dává přednost podhorským a horským oblastem a objevuje se hlavně po delším sněžení, při oblevě. Druhy žijící na území ČR a Slovenska (viz níže) preferují listnaté lesy s bukem lesním (Fagus sylvatica) a porosty mechu rokytu cypřišovitého (Hypnum cupressiforme).

### Vývoj
Sněžnice matná se páří na podzim. Samec se samicí zůstávají spojeni až několik dnů, během nichž samec vozí samici na zádech. Samička poté klade asi deset vajíček do půdy. Po několika dnech se líhnou drobné larvy s tělem ve tvaru „C“, bez panožek. Vývoj larev probíhá v půdě porostlé mechem, který larvám i dospělcům slouží jako útočiště a potrava. Saprofágní larvy se zdržují pod kameny, v trsech mechu apod. Vyvíjejí se dva roky (4 instary). Před kuklením larva přede rourku z hedvábí. Dospělci se dožívají asi šesti měsíců a spatřit je můžeme od října do března na vlhkém mechu v lesích a na sněhu. (Podle vlhkosti se stěhují hlouběji.)

### Potrava
Dospělci jsou draví. Loví chvostoskoky, ale nepohrdnou mrtvým chvostoskokem či soustem rostlinného původu (vysávají mechy aj.). Larvy se živí rostlinnou potravou a mrtvými organismy.

## Zajímavosti
Ve Vysokých Tatrách žije endemická sněžnice karpatská (Boreus lokayi Klapálek, 1901). Sněžnice matná je tmavší, smolně hnědá a má tmavé nohy. Sněžnice lesklá a karpatská mají nohy žlutavé.
V německy mluvících zemích je sněžnice známá jako „sněžná blecha“ (Schneefloh), protože skáče. Dokáže skočit až 20 cm.
Anglicky je lidové pojmenování sněžnicovitých „sněžní škorpióni“ (snow scorpionflies, snow scorpion flies) nebo na Britských ostrovech „sněžné blechy“ (snow fleas). 
V období 50. let 20. století, kdy komunistická propaganda všemi dostupnými prostředky upozorňovala na hrozící nebezpečí agrese ze strany imperialistických západních velmocí a kdy podle informací v rádiu a novinách „americký brouk“ mandelinka bramborová byla rozhazována z letadel kapitalisty nad územím ČSSR, aby pustošila pole, způsobovala sněžnice matná paniku. Vyděšení lidé ji nosili k určení do muzeí a vysokých škol, neboť si nedovedli vysvětlit výskyt hmyzu přímo na sněhu jinak, než že jde o další zákeřnou imperialistickou biologickou zbraň.